# Banda passante aggregata
In un sistema per la trasmissione dati telematici, vi sono aree di elevata complessità nelle quali si verifica una concentrazione di risorse particolarmente rilevante; ad esempio, si pensi all'armadio telematico di un'azienda con centinaia di postazioni di lavoro: ogni singola postazione disporrà di uno o più punti rete con una determinata banda passante (es. 10, 100, 1000 Mbps), mentre la concentrazione dei punti rete nell'armadio comporterà un traffico uguale alla somma della banda passante di tutti i nodi contemporaneamente in funzione in un dato momento.
Un problema che si evidenzia in un simile contesto riguarda la capacità dei dispositivi attivi, residenti nell'area ad elevata complessità, di discriminare e instradare il traffico con la velocità richiesta. Nell'esempio in questione, se il 25% delle 200 postazioni opera con una velocità moderatamente elevata di 100 Mbps, avremo un traffico complessivo nell'area critica uguale a 5 Gbps; sarà quindi necessario che i dispositivi attivi siano in grado di processare dati a quella velocità.
Nel caso di componenti attivi di rete, quali switch e router, la banda passante aggregata deve soddisfare la richiesta del massimo traffico possibile; ad esempio, nel caso di uno switch con 24 porte 10/100/1000 Mbps, il massimo traffico sarà rappresentato da 12 porte a 1000 Mbps che conversano con le altre 12 porte alla stessa velocità, con la modalità a più alte prestazioni (full-duplex), dando origine ad un traffico di:
```
1000 
Mbps
 x 12 porte x 2 (
full-duplex
) = 24 
Gbps
```

La banda passante effettiva dello switch, per riuscire a gestire il traffico richiesto, dovrà quindi essere uguale a 24 Gbps.
Un altro ambito riguardante la banda passante aggregata si riscontra nelle connessioni con ridondanza; di solito, nelle connessioni mission-critical si considera un buon livello di ridondanza per ottenere una vera fault-tolerance, ad esempio utilizzando più connessioni parallele, gestite mediante tecniche adeguate. Nel caso ad esempio di un server connesso ad uno switch mediante due tratte gigabit, queste saranno aggregate mediante protocollo IEEE802.3ad oppure LACP e la ridondanza verrà gestita mediante l'adozione dello Spanning-Tree Protocol (IEEE802.3D) o dello RSTP (IEEE802.3w).
Ciò avrà il duplice effetto di impiegare entrambe le tratte per il flusso dati, dando origine ad una banda passante di 4 Gbit/s (2 tratte gigabit in full-duplex), mantenendo la possibilità di funzionamento di una sola mediante il protocollo STP/RSTP/LACP.